# Carmelo Bentancur
Carmelo Bentancur (ur. 4 lipca 1899 w Durazno, zm. ?) – urugwajski szermierz.
Uczestniczył w Letnich Igrzyskach Olimpijskich w 1936 roku, odpadając w eliminacjach. 